# Pendones
Pendones es una aldea perteneciente a la parroquia de Sobrecastiello (Sobrecastiellu en asturiano), en el concejo de Caso.
Es famoso por su tradición madreñera, la cual se ha perdido casi por completo. Destaca el Taller de la Madreña, inaugurado en 1999.
- Datos: Q6071235